# 阪本章史
阪本章史（日语：／ Sakamoto Akifumi，1982年2月25日—），日本男子自行车运动员。他曾代表日本参加2010年亚洲运动会自行车比赛，获得一枚银牌。他也曾参加2008年夏季奥林匹克运动会。